# Prvonek
Prvonek (cyr. Првонек) – wieś w Serbii, w okręgu pczyńskim, w mieście Vranje. W 2011 roku liczyła 124 mieszkańców.